# 테니스
테니스(영어: tennis)는 두 명의 선수(단식) 또는 각각 두 명의 선수로 이루어진 두 팀(복식)이 겨루는 라켓 스포츠의 한 종류이다. 선수들이 라켓을 이용해 [펠트]]와 고무 재질의 테니스공을 네트 너머 상대방의 코트로 계속하여 넘기는데, 어느 한 쪽이 두 번 바운드 되기 전에 공을 치지 못하거나 친 공이 네트를 넘지 못했을 때, 또는 친 공이 상대방 코트에 들어가지 못했을 때 상대방이 점수를 따는 방식으로 진행된다. 경기의 종류는 선수 구성에 따라 단식과 복식, 혼합복식으로 나뉜다. 과거에는 소프트 테니스(연식 정구)와 함께 하드 테니스(경식 정구)라고 불리기도 했다.
현대 테니스는 19세기 후반 잉글랜드 버밍엄에서 행해졌던 론 테니스(lawn tennis)에 기원을 두고 있다. 이것은 크로케나 잔디 볼링과 같은 여러 종류의 필드 스포츠 및 옥내 테니스와 같은 더 오래된 라켓 스포츠와 깊은 연관을 갖고 있다. 19세기에는 테니스라는 용어가 일반적으로 론 테니스가 아닌 옥내 테니스를 가리키는 것이었다. 일례로, 벤저민 디즈레일리의 소설 시벌(sybal, 1845)에서는, 유진 드 비어 경이 '햄프턴 코트에 내려가서 테니스를 치는' 장면이 등장한다.
테니스의 경기 규정은 1890년대 이래로 크게 바뀌지 않았다. 두 가지 예외는 1908년부터 1961년까지 서버가 서브를 할 때에 한 발이 계속 땅에 닿아 있어야 한다는 규정이 존재했던 것과, 1970년대에 타이 브레이크 제도가 도입된 것이다. 최근의 변화는 호크아이라 불리는 전자 판독 시스템을 도입하여 선수가 심판의 공에 대한 인-아웃 판정에 대해 챌린지(이의)를 제기할 수 있게 한 것이다.

## 역사
현대 테니스의 기원은 두 갈래로 나뉜다. 1859~1865년 사이에 해리 젬 장군과 그의 친구였던 오구리오 페레라는 바스크 전통 공놀이의 일종인 펠로타에 라켓을 접목시킨 새로운 구기를 고안하여 영국 버밍햄의 크로케 구장에서 즐겼다. 1884년 7월 23일에는 슈러블랜드 홀(Shrubland Hall)에서 열린 최초의 테니스 대회 경기 모습이 녹화되기도 했다.

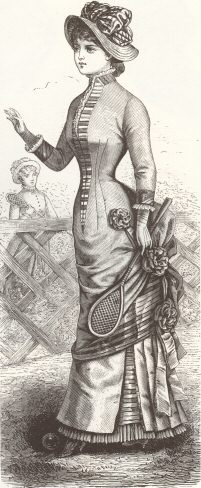
1881년 영국의 여성 테니스 선수

한편, 1873년 12월 월터 윙필드 장군도 이와 유사한 형태의 경기를 고안하였다. 그는 이 경기를 스페어리스티크(sphairistike, 그리스어: σφάίρίστική, '공을 다루는 기술'이라는 뜻)라고 명명했으며, 이것은 이후 좀 더 간단하게 '스티키(sticky)'라는 이름으로 불리게 되었다. 그는 이 경기를 웨일즈의 흘라넬리단(Llanelidan)에 있는 자신의 저택에서 가든 파티를 열 때마다 손님들의 오락을 위해 활용하였다. 그가 고안한 경기는 좀 더 현대적인 스포츠인 실외 테니스나 리얼 테니스에 바탕을 둔 것이었다. 대부분의 전문가들은 현대 테니스의 관련 용어들이 이 시기에 윙필드 장군이 실내 테니스의 명칭 및 관련 프랑스어 어휘들을 차용했던 것에서 유래한다고 본다.

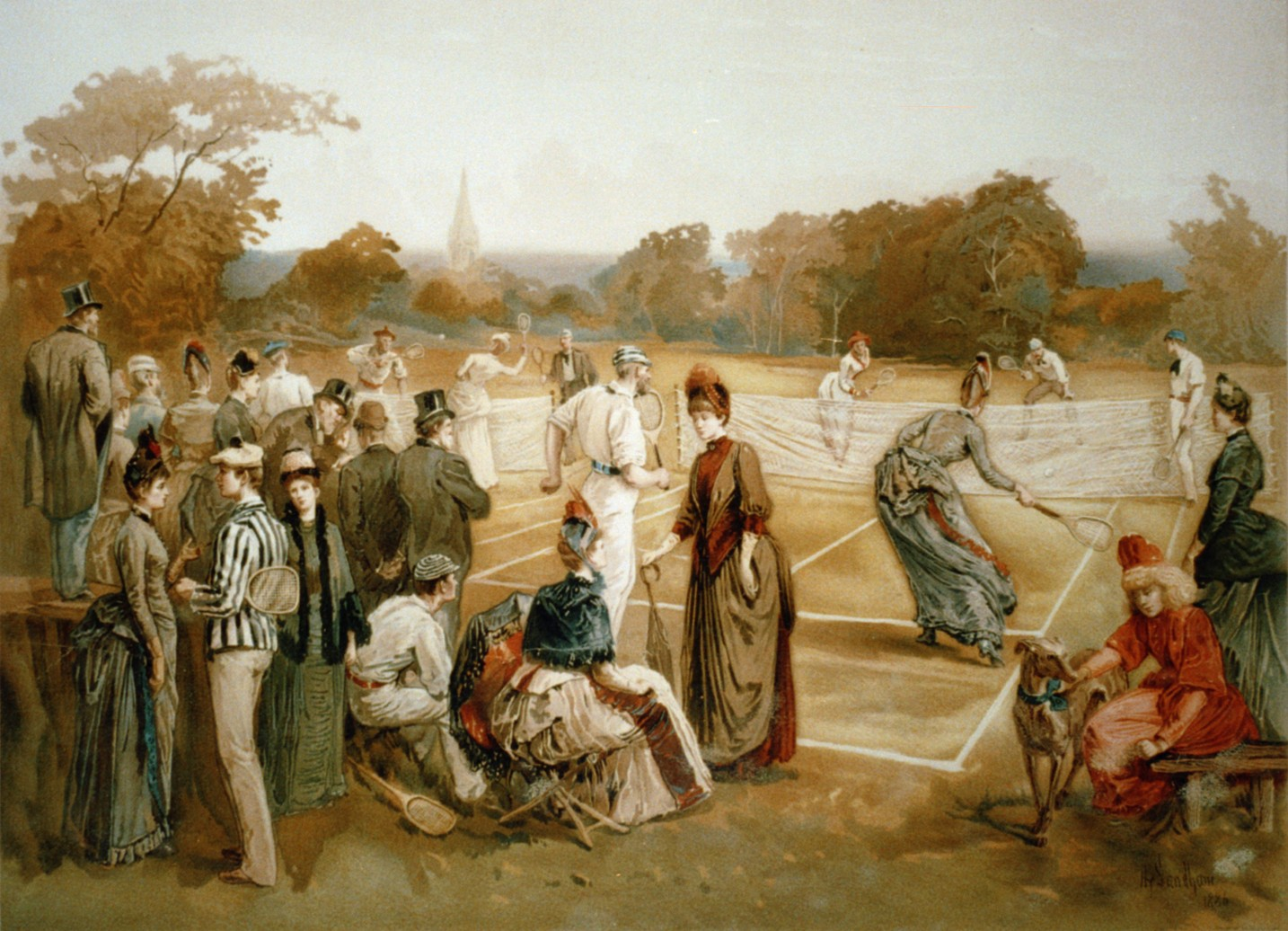
1887년 미국에서 론 테니스를 즐기고 있는 사람들의 모습.

1877년 영국 윔블던에서 최초의 테니스 대회가 개최되었다. 미국의 사교계 명사였던 메리 유잉 아웃터브리지는 1874년 버뮤다에서 윙필드 장군을 만나고 돌아온 뒤, 뉴욕의 뉴 브라이튼 스테이튼 아일랜드(New Brighton Staten Island)에 위치한 스테이튼 아일랜드 크리켓 클럽에 테니스 코트를 만들었다. 이 클럽은 현재의 스테이튼 아일랜드 페리 선착장 아래쪽에 위치하고 있었다. 1880년 미국 최초의 국제 테니스 대회가 이 곳에서 열렸다. O.E 우드하우스(O.E Woodhouse)라는 영국인이 단식 우승을 차지했으며, 복식에서는 미국인 복식조가 우승했다. 당시에는 클럽마다 규정에 다소 차이가 있어서, 보스턴 지역에서 사용되는 공은 뉴욕에서 사용되는 것보다 크기가 컸다. 1881년 5월 21일 미국 국제 론 테니스 협회(현재의 미국 테니스 협회)가 경기 규정의 표준화 및 대회 운영을 위해 창설되었고, 오늘날의 US 오픈의 전신인 U.S. 국제 남자 단식 챔피언십이 역시 1881년에 로드아일랜드주 뉴포트에서 개최되었다. U.S. 국제 여자 단식 챔피언십은 1887년 처음 열렸다. 테니스는 프랑스에서도 인기가 있어서, 프랑스 오픈이 1891년 처음으로 프랑스에서 열렸다. 이렇게 테니스의 초기 발전 시기에 생겨난 윔블던, US 오픈, 프랑스 오픈, 그리고 호주 오픈(1905년 최초 개최)은 그 오랜 역사로 인하여 오늘날 가장 권위있는 테니스 대회로 인정받는다. 이 4개의 대회들은 메이저 대회 혹은 그랜드 슬램이라고도 불린다.
오늘날의 국제 테니스 연맹의 전신인 국제 론 테니스 연맹(International Lawn Tennis Federation)은 1924년 공식 테니스 경기 규정을 발표했으며, 이 규정은 나중에 제임스 앨런(James Van Alen)이 고안한 타이브레이크 제도가 추가된 것을 제외하고는 이후 80여년째 그대로 사용되어 오고 있다. 한편, 같은 해인 1924년 이후부터 테니스가 올림픽 공식 종목에서 제외되었으나, ITF 회장이었던 필립 샤트리에(Philippe Chatrier), 데이비드 그레이(David Gray) 사무총장, 그리고 파블로 로렌스(Pablo Llorens) 부회장의 노력과 후안 안토니오 사마란치 IOC 위원장의 적극적인 지지로 60년 만에 1984년 로스앤젤레스 올림픽에서 21세 이하 시범종목으로 다시 채택되었다. 이 때의 성공에 힘입어 1988년 서울 올림픽부터는 테니스가 다시 정식종목으로 채택되었다.

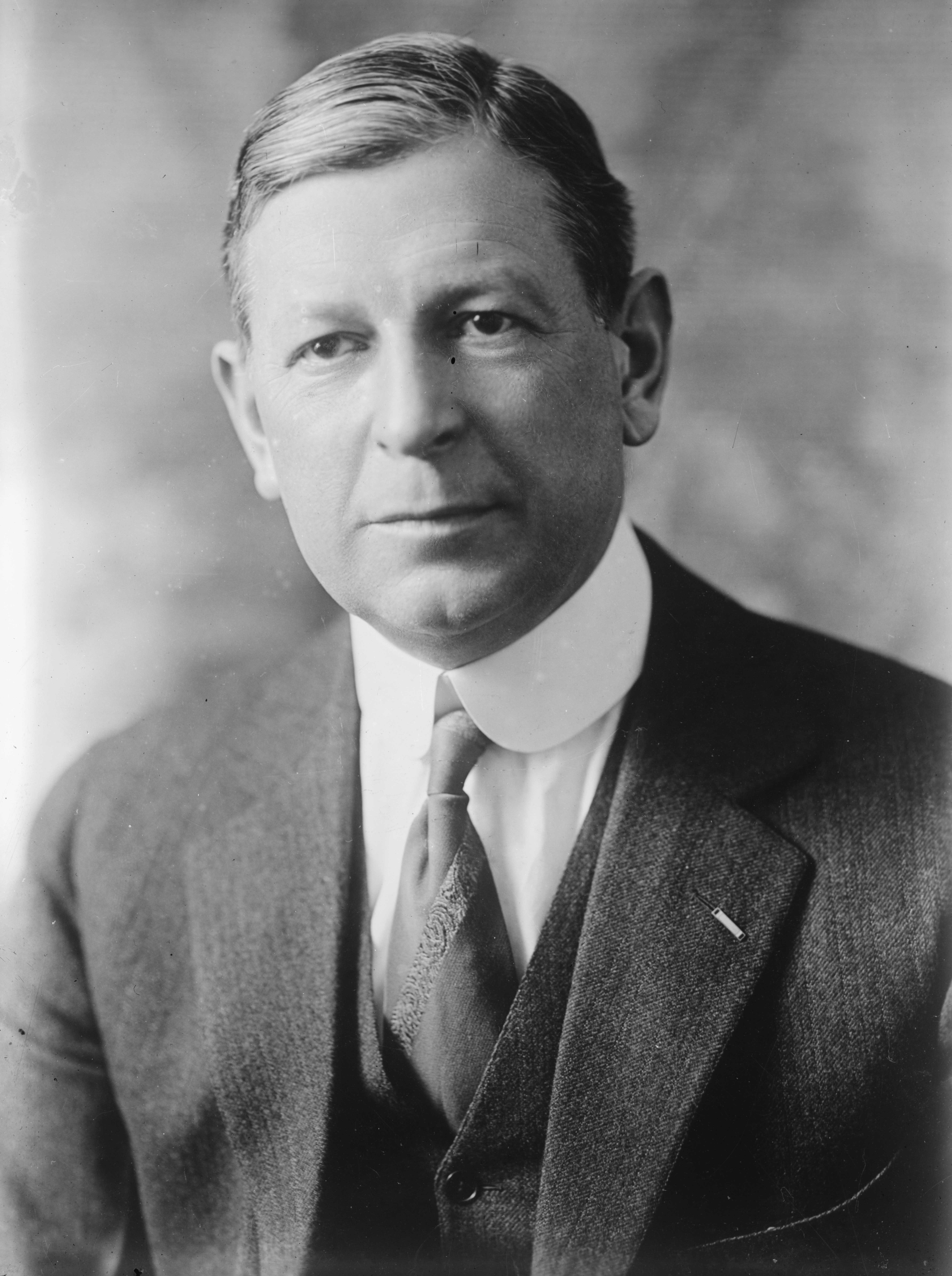
드와이트 데이비스.

1900년에는 남자 테니스 국가 대항전인 데이비스 컵이 창설되었다. 이 대회의 명칭은 순은 우승컵의 기증자인 드와이트 데이비스(Dwight F. Davis)의 이름을 따서 정해졌다. 유사한 형태의 여자 테니스 국가 대항전인 페드 컵 대회가 1963년 ITF의 창립 50주년을 기념하기 위해 페더레이션 컵이라는 이름으로 처음 시작되었다.
1926년 C.C. 파일(C.C. Pyle)은 미국 및 프랑스의 테니스 선수들이 비용을 지불한 관객들과 시범경기를 가져주는 최초의 프로 테니스 투어를 만들었다. 이 당시 활동했던 가장 초기의 유명한 프로 선수로는 미국의 비니 리차즈와 프랑스의 쉬잔 랑글렌이 있었다. 이 당시의 대회는 프로와 아마추어로 나뉘어 있어서, 아마추어 선수가 일단 '프로 전향'을 하면 그 선수는 더 이상 메이저 (아마추어) 대회에 참가할 수 없었다.
1960년대에 밀어 닥친 상업화의 물결과 일부 아마추어 선수들이 뒷돈을 받고 있다는 루머 등 복합적인 이유로 인해 결국 1968년부터 이와 같은 프로와 아마추어의 구분 없어지면서 오픈 시대가 시작되었다. 이로써 모든 선수들이 어느 대회든 제한 없이 참가할 수 있고 상위권 선수들은 테니스 선수 활동만으로 생계를 유지할 수 있는 시대가 열렸다. 오픈 시대의 시작으로 국제 프로 테니스 서킷이 창설되고 TV 중계권료 수입이 생기면서 테니스는 세계 전역에서 대중적인 스포츠로 발돋움하였고, 영어권 국가의 상·중류층 스포츠라는 낡은 이미지를 벗어 던지게 되었다 (그러나 그러한 고정관념은 현재도 부분적으로는 남아있다고 여겨진다).
1954년 밴 앨런은 로드아일랜드주 뉴포트에 비영리 기념관인 국제 테니스 명예의 전당을 설립했다. 이 기념관은 테니스 관련 중요 기록들과 기념품, 그리고 명예의 전당 헌액자들 및 전 세계 테니스 선수들에 대한 자료를 소장하고 있다. 매년 새로운 헌액자를 위한 기념 행사가 잔디 코트 대회와 함께 열린다.
테니스가 대한민국에 처음 소개된 것은 1900년 초였으며, 최초의 공식 경기는 1927년에 열렸다.

## 경기 방식
경기(match)는 '점수(point) → 게임(game) → 세트(set)'로 구성된다. 한 경기는 보통 3세트(3전 2선승제)이다. 다만, 4대 그랜드 슬램, 데이비스 컵의 남자 경기는 5세트(5전 3선승제)이고 하계 올림픽은 3세트(3전 2선승제)이다.
한 게임은 4점을 먼저 얻으면 승리하고, 한 세트는 6게임을 먼저 이겨야 승리한다. 다만, 게임 스코어가 3대 3이면 듀스가 되어 연속해서 2점을 먼저 얻어야 게임을 승리하게 되고 듀스 상태에서 선수들이 각각 한 포인트를 얻었을 경우 다시 듀스상태가 된다., 게임이 5대 5이면 게임 듀스가 되어 7대 5로 이겨야 세트의 승자가 된다. 만약 게임이 6대 6이 되면, 타이브레이크에 따라 서로 번갈아 서브를 해서 7점을 먼저 얻는 선수가 승자가 된다. 다만, 4대 그랜드 슬램 중 프랑스 오픈, 윔블던 대회의 마지막 세트는 타이브레이크 없이 2게임을 연속으로 이겨야만 그 세트를 승리한다.//호주 오픈은 2019년부터 타이브레이크 도입

### 세트
상대가 5게임을 이기기 전에 먼저 6게임을 이기는 쪽이 승리한다. 게임이 5 대 5를 이루면 먼저 7게임을 이기는 쪽이 그 세트의 승자가 되며, 다시 6 대 6이 되면 타이브레이크로 세트의 승자를 가린다. 다만, US 오픈을 제외한 그랜드 슬램 대회는 타이브레이크를 적용하지 않고 듀스 규칙을 적용해 한 선수가 2게임을 연속으로 먼저 이길 때까지 계속 경기를 진행한다.

### 게임
0점을 러브(love, 0), 1점을 핍틴(fifteen, 15), 2점을 써티(thirty, 30), 3점을 포티(forty, 40)라고 하며, 4점을 먼저 얻는 쪽이 이긴다. 3대 3은 듀스(deuce)가 되며, 듀스 다음에 1점을 득점하면 어드밴티지(advantage)라 부른다. 어드밴티지에서 다시 같은 선수가 연속으로 1점을 더 얻으면 그 게임의 승자가 되고, 반대의 경우 다시 듀스가 된다.
만약, 3 : 3 듀스가 되었을 때 먼저 상대방 보다 2점을 얻었다면 게임(game)이라 부른다.

### 진행 방식과 득점

테니스 코트의 규격.

테니스는 서브권을 가진 선수가 상대 코트에 서브를 하여 처음 공을 넘기면 상대 선수가 그 공을 한 번 바운드 시킨 뒤 받아치면서 시작된다. 최초에 서브를 받아 넘긴 이후에는 공을 바운드 시키지 않고 바로 치는 것이 허용된다. 다음과 같은 상황이 되면 상대 선수가 1점을 득점을 하게 된다.
- 서브를 넣을 때 두 번 연속 폴트를 범하여 더블 폴트가 된 경우
- 상대의 서브를 1회 바운드 시킨 후 넘기지 못 한 경우
- 공이 두 번 이상 바운드되기 전에 쳐서 넘기지 못 한 경우
- 친 공이 네트에 걸리거나 상대방 코트에 들어가지 못한 경우
- 공을 칠 때 공이 두 번 이상 라켓에 맞거나 몸 혹은 옷에 닿았을 경우

### 라인
코트 좌우 양쪽의 가장 바깥쪽에 그려진 선은 복식 사이드라인으로, 이것은 복식 경기에서 사용되는 코트를 표시한다. 복식 사이드라인 안쪽에 평행하게 그려진 선은 단식 사이드라인으로, 이것은 단식 경기에서 사용되는 코트를 나타낸다. 복식 사이드라인과 단식 사이드라인 사이의 길고 좁은 공간을 복식 앨리(alley)라 부른다.
네트와 평행하게 코트의 양쪽 끝에 그려진 선을 베이스라인(baseline)이라 하며, 베이스라인의 중앙에는 센터 마크가 있다. 네트와 베이스라인 사이에 평행하게 그려진 선을 서비스 라인(service line)이라 하는데, 서비스라인은 이 라인과 네트 사이의 공간에 서브가 들어가야 하기 때문에 붙여진 명칭이다. 한쪽 서비스라인의 중앙에서 반대쪽 서비스라인의 중앙으로 네트를 가로질러 그어진 선을 센터 라인이라 한다. 서비스 라인과 센터 라인이 만드는 닫힌 직사각형 공간을 서비스 박스라 하며, 서브하는 선수는 서브를 이 공간 안에 넣어야 한다.
공이 첫 바운드 시에 라인 안쪽 공간이나 라인의 일부분에 닿지 않을 경우 '아웃'이라고 한다. 모든 라인의 너비는 51mm(1.2인치)가 되어야 하며, 베이스라인은 필요에 따라 그 너비를 100mm(4인치)까지 늘릴 수 있다.

### 심판

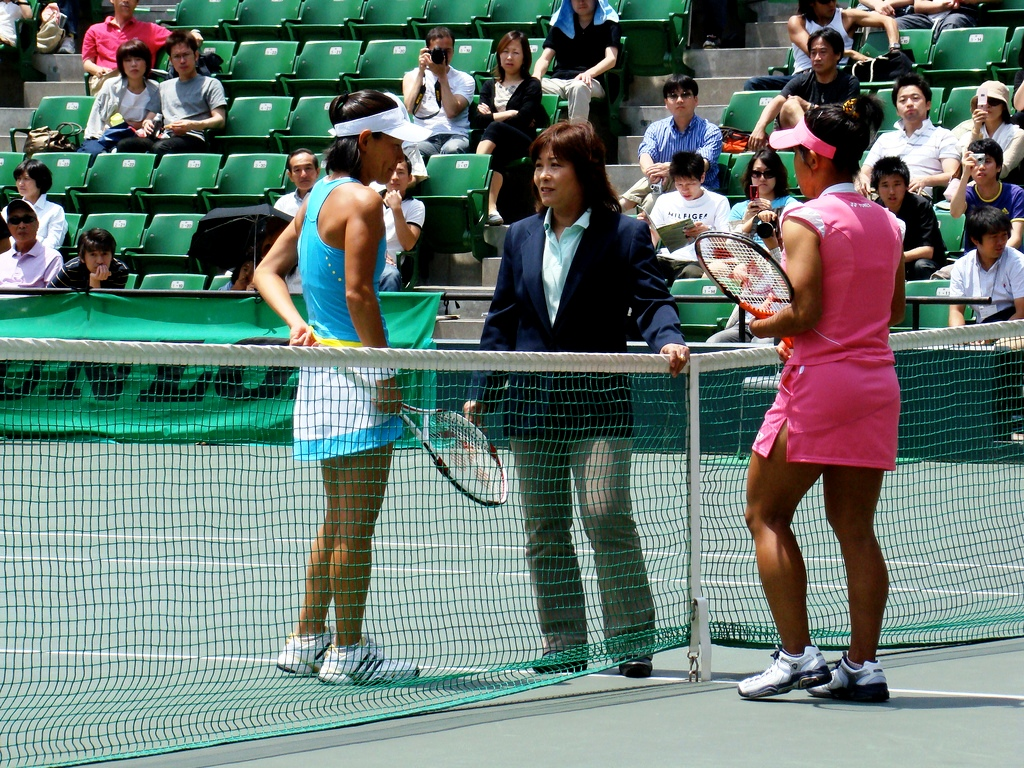
경기에 앞서 선수들에게 규칙을 설명하는 심판.

주요 경기에서는 콜 저지 1명, 네트 엄파이어 1명, 풋폴트 저지 2명, 라인즈 맨 10명 등 14명의 심판으로 구성된다. 콜 저지, 즉 주심은 네트 옆의 의자에 높이 올라앉아 득점을 판정한다. 네트 엄파이어는 네트 포스트 부근에서 서브·네트에 관한 사항 등을 판정하며, 풋폴트 저지는 서브에서의 풋폴트를, 라인즈 맨은 인(in)·아웃(out)만을 판정한다.

### 용어
테니스에서 사용되는 용어는 다음과 같다.
- 그라운드 스트로크(ground stroke) : 공이 땅에 한 번 떨어진 후 치는 타구를 말한다.
- 그라운드 스매시(ground smash) : 공을 땅에 떨어뜨려서 높이 튀어오를 때 강하게 치는 것을 말한다.
- 네트 플레이(net play) : 네트 가까이로 전진해서 발리, 스매시 등으로 득점하는 플레이를 뜻한다.
- 라운드 로빈(round robin) : 서로 한 번씩 꼭 맞붙게 한 경기를 말하는데, 풀리그라고도 한다.
- 시드(seed) : 대회의 대진표를 작성할 때 랭킹이 높은 선수를 특정한 자리에 배정하는 것을 뜻한다.
- 랠리(rally) : 공이 계속해서 왔다갔다 하는 것을 말한다.
- 로브(lob) : 상대가 네트 앞에 있을 때 상대방의 키를 넘어가게 공을 높게 치는 것을 말한다.
- 폴트(fault) : 서브가 네트를 넘지 못 하거나 서브 영역 밖으로 들어간 경우 이것을 폴트라고 한다.
- 더블 폴트(double fault) : 폴트를 두 번 연속으로 범하는 경우 더블 폴트라고 하며, 서버가 실점하게 된다.
- 렛(let) : 경기중에 일어나는 무효판정을 말한다. 돌발상황으로 게임에 방해가 있을 경우 심판이 콜하며, 이전의 랠리는 무효가 된다.

## 경기의 종류

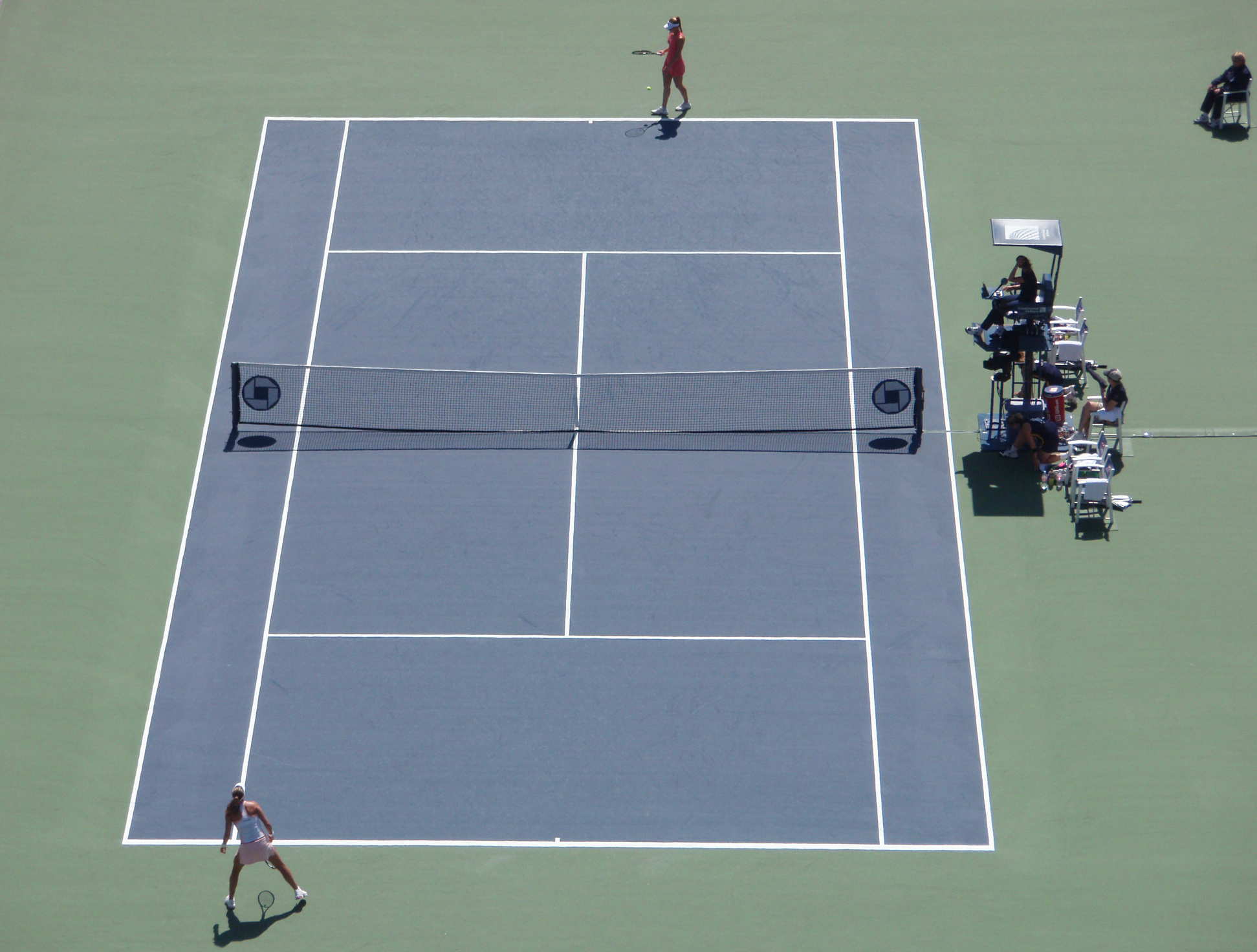
단식 경기 중인 여자 선수들.

일반적으로 테니스 경기의 종류는 두 사람이 경기하는 단식과 네 사람이 경기하는 복식, 그리고 남녀를 섞어 네 사람이 경기하는 혼합 복식 이렇게 크게 세 가지로 나뉘며, 프로 대회의 경기는 모두 이 범주 안에 들어간다. 여기에 더해 세 명이 함께 경기하는 변형된 형태의 경기 방식도 일부 존재하지만 프로 경기에서는 쓰이지 않는다.

### 단식
단식(單式)은 동성(同性)의 선수 두 명이 일대일로 경기하는 방식이다.

### 복식
복식(複式)은 동성(同性)의 선수 두 명이 한 팀을 이루어 총 네 명의 선수가 경기를 하는 방식이다. 앨리라고 불리는 코트의 양쪽 사이드 공간을 포함하여, 단식보다 더 넓은 코트를 사용한다.

### 혼합 복식
혼합 복식의 규칙은 복식과 동일하며, 다만 남녀 선수 한 쌍이 한 팀을 이루어 경기한다는 점이 다르다.

## 코트
테니스 코트는 일정한 재질로 이루어진 사각의 평평한 땅이다. 코트의 길이는 23.77m이며, 너비는 단식의 경우 8.23m, 복식의 경우 10.97m이다. 코트 주변에는 선수가 뛰어 다닐수 있는 여유 공간이 있어야 한다. 네트는 코트를 이등분하는 위치에 베이스라인과 평행하게, 코트 너비보다 약간 더 길게 세워진다. 네트 높이는 네트 포스트(기둥) 부분이 1.07m이며 가운데 부분이 91.4cm이다.
최초의 테니스 코트는 1873년 월터 윙필드 장군이 고안했던 스티케 테니스(스페어리스티크)의 코트 규격을 본따 만들어졌다. 이 코트 규격은 1875년 오늘날과 같은 형태로 수정되었는데, 이것은 라인 구조는 윙필드 장군의 것과 유사했지만 코트의 형태가 모래시계 모양이 아닌 직사각형이라는 점에서 차이가 있었다.

### 코트의 종류
테니스 코트의 종류는 크게 네 가지로 나뉘며, 종류에 따라 공이 바운드되는 속도와 높이에 차이가 있다.
| 종류   | 설명 |
| ------ | --- |
| 클레이 | 점토(클레이)의 재질에 따라 크게 레드 클레이와 그린 클레이로 나뉜다. 레드 클레이는 프랑스 오픈을 비롯한 여러 클레이 코트 대회에서 쓰이며, 특히 유럽 및 남아메리카 지역에서 많이 쓰인다. 하트루(Har-Tru)라고도 불리는 그린 클레이는 미국에서 주로 쓰인다. 클레이 코트에서는 공이 상대적으로 느리게 튀며, 불규칙 바운드가 적은 편이다.                |
| 하드   | 표면이 아크릴, 아스팔트 또는 콘크리트 등으로 이루어진 코트이다. 호주 오픈에서 쓰이는 플렉시쿠션이나 US 오픈에서 쓰이는 데코터프가 아크릴 소재의 하드 코트에 속한다. 하드 코트에서는 공이 빠르게 튀며, 불규칙 바운드는 거의 없다. |
| 잔디   | 표면을 천연 잔디로 덮은 코트이다. 잔디 코트를 사용하는 대표적인 대회는 윔블던이 있다. 잔디 코트에서는 공이 하드 코트보다 더욱 빠르게 튀며, 불규칙 바운드가 잦은 편이다. 윔블던은 최근 몇 년간 잔디의 혼합 비율 등을 조절하여 바운드 속도를 조금씩 느려지게 조절한바 있다. 인조 잔디로 만들어지는 경우도 있으나 국제 대회에서는 거의 쓰이지 않는다. |
| 인도어 | 표면이 카페트나 또는 아주 드물게 나무 재질로 이루어진 코트이다. 카페트 코트에서는 공이 잔디 코트보다도 더 빠르고 낮게 바운드되며, 불규칙 바운드는 거의 없다. |

## 장비

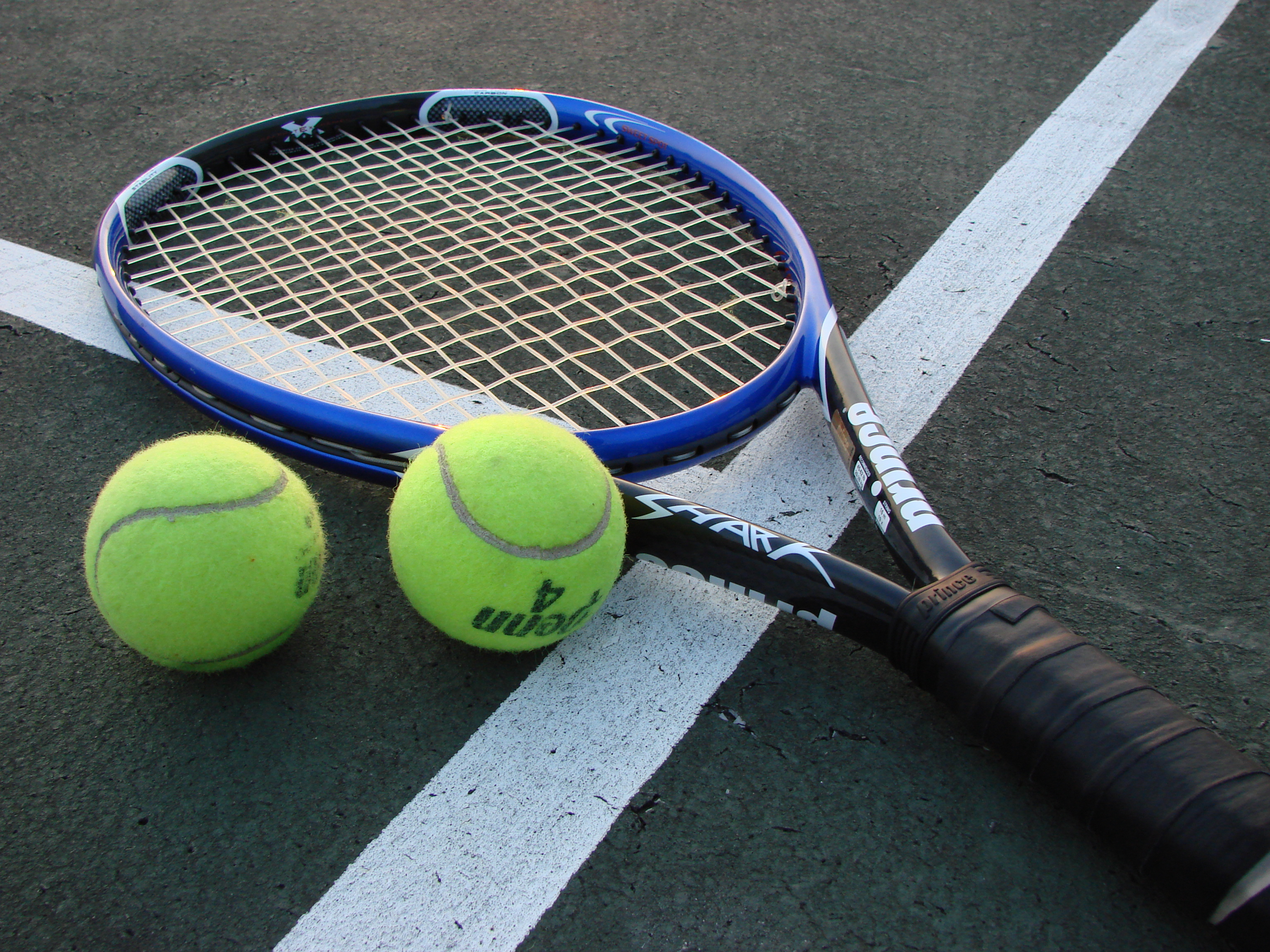
테니스 라켓과 공

### 라켓
현대의 테니스 라켓은 길이, 무게, 헤드 사이즈 등이 다양하다. 길이는 주니어용 라켓의 경우 약 21-26인치이며, 성인용 라켓은 27-27.5인치 정도이다. 무게 또한 줄을 매지 않았을 때 8온스에서 12.5온스 정도까지 다양하다.
헤드의 경우 그 크기에 따라 라켓의 특성이 달라진다. 헤드가 클 경우 일반적으로 더 강한 파워를 낼 수 있으며, 스윗 스팟(sweet spot)이 더 넓어서 공을 라켓에 맞추기가 더 쉽다. 헤드가 작을 경우 더 정확한 컨트롤이 가능해진다. 오늘날 라켓의 헤드 크기는 90평방인치에서 137평방인치까지 다양하다. 대량생산되는 라켓 중 가장 작은 헤드 크기를 가졌던 모델은 윌슨 프로 스태프(Pro Staff) 6.0으로 85평방인치의 헤드 크기를 가졌다.
라켓의 줄은 거트(gut)라고 하며, 스트링(string)이라고도 한다.

### 공
공의 무게는 56.70~58.47g, 지름은 6.35~6.68cm의 것을 이용한다. 색상은 옅은 초록색이나 노란색이 주종을 이루지만 제한은 없어서, 노란색과 주홍색 등 두 가지의 색상으로 이루어진 공도 있다.

## 주요 대회

### 그랜드 슬램
그랜드 슬램은 테니스 대회들 중 최고의 권위를 자랑하는 아래 4개 대회를 가리킨다.
| 기간  | 대회명      | 개최지 | 코트 종류         |
| ----- | ----------- | ------ | ----------------- |
| 1월   | 호주 오픈   | 멜버른 | 하드 (플렉시쿠션) |
| 5~6월 | 프랑스 오픈 | 파리   | 클레이            |
| 6~7월 | 윔블던      | 런던   | 잔디              |
| 8~9월 | US 오픈     | 뉴욕   | 하드 (데코터프)   |

### 국가 대항전
- 데이비스컵
- 월드팀컵
- 페더레이션컵

### 기타
- 분류:테니스 대회 참고

## 단체

### 국제 단체
- 프로 테니스 협회 (ATP)
- 국제 테니스 연맹 (ITF)
- 여자 테니스 협회 (WTA)

### 국내 단체
- 대한 테니스 협회

## 같이 보기
- 빠델 테니스(영어판)